# Napad padaczkowy
Napad padaczkowy – przejściowe zaburzenie czynności mózgu, będące wynikiem gwałtownych wyładowań bioelektrycznych grupy komórek nerwowych aktywujących określone układy strukturalno-czynnościowe mózgu. Napady mogą mieć różne nasilenie, od krótkich i prawie niezauważalnych, po długie, silne wstrząsy. W przebiegu padaczki powtarzają się i nie mają bezpośredniej przyczyny, ale też mogą pojawić się na skutek konkretnego bodźca niezwiązanego z tą chorobą.
Wyróżnia się wiele rodzajów napadów padaczkowych dzielonych na częściowe i pierwotnie uogólnione.

## Napady częściowe
Napady, w czasie których wyładowania ograniczają się, przynajmniej początkowo, jedynie do ogniska padaczkowego:
- Napady częściowe proste, czyli bez zaburzeń świadomości. Ze względu na obszar wyładowań i ich rozmiar, wyróżnić można:
  - Napady ruchowe – zaburzenia ruchu, mowy, czasem drgania kończyn ciała, bądź kącika ust
  - Napady częściowe ruchowe proste – inaczej napady Jacksona. Najczęściej zaczynają się rytmicznym drganiem kciuka, palca wskazującego, kącika ust lub palucha po przeciwnej stronie ciała w stosunku do umiejscowienia ogniska (gdyż prawa półkula mózgu odpowiada za lewą stronę ciała i na odwrót).
  - Napady zmysłowe – polegające na rozmaitych doznaniach słuchowych, wzrokowych, węchowych, czuciowych bądź smakowych. Mają one zwykle dość charakterystyczny i stereotypowy przebieg.
  - Napady czuciowe proste – drętwienie bądź mrowienie różnych części ciała. Tego rodzaju napady często przechodzą w napady częściowo ruchowe proste (Jacksona) lub w drgawki uogólnione.
  - Napady mieszane – napady, w których występują objawy więcej niż dwóch rodzajów wymienionych powyżej
  - Napady z objawami psychicznymi (np. z omamami, afektywne)
  - Napady z objawami autonomicznymi (np. napadowe dolegliwości w nadbrzuszu lub z objawami źrenicznymi)
- Napady częściowe złożone, np. skroniowe. Występują w nich zaburzenia świadomości, czasem tylko częściowe. Mogą w nich występować m.in. doznania marzeniowe, podobne do snu, z poczuciem czegoś znanego – czegoś, co już się wydarzyło (déjà vu) – bądź zupełnie odwrotnie – znane choremu sytuacje czy otoczenie wydają mu się zupełnie obce (jamais vu), zaburzenia wzroku, słuchu, orientacji przestrzennej. Często występują zaburzenia psychoruchowe – automatyczne wykonywanie pewnych czynności (np. odruch żucia, szukanie czegoś).
  - Dzielimy je na:
    - Napady o początku częściowym prostym i z dołączającymi się zaburzeniami świadomości
    - Napady z zaburzeniami świadomości od początku
    - Napady z automatyzmami.

  - Lub inny podział, ze względu na lokalizację wyładowań w mózgu:
    - Napady skroniowe – efekt wyładowań w płacie skroniowym mózgu (stąd inna nazwa: padaczka skroniowa) – czasowe upośledzenie zmysłów węchu, smaku, wzroku bądź słuchu. Może występować zjawisko déjà vu, nierzadko na tle silnych, emocjonalnych doznań z przeszłości. Tego rodzaju napady czasem przechodzą w drgawki uogólnione.
    - Napady czołowe (częściowe złożone)
    - Napady potyliczne (z zaburzeniami świadomości)
- Napady częściowe, wtórnie uogólnione – następują na skutek rozszerzenia obszaru wyładowań do całego mózgu. Występuje utrata świadomości oraz drgawki, najczęściej o charakterze toniczno-klonicznym. Napady częściowe często poprzedzają napady uogólnione, których chory jednak nie zawsze jest w stanie zauważyć.

## Napady pierwotnie uogólnione
Napady, w których nie da się dokładnie zlokalizować ogniska padaczkowego (bez umiejscowionego początku). Zawsze przebiegają z utratą świadomości, ponieważ wyładowania bioelektryczne obejmują od razu cały mózg.
- Napady nieświadomości – krótkotrwały (od kilku do kilkunastu sekund) zanik świadomości, czasem drganie powiek, chwilowe sztywnienie ciała. Rzadko i generalnie tylko przy pełnym pęcherzu zdarza się mimowolne oddanie moczu przez chorego. Występowanie i przetrwanie tego rodzaju napadów z okresu dzieciństwa sygnalizuje, iż w przyszłości mogą pojawić się napady o charakterze toniczno-klonicznym.
- Napady miokloniczne – nagłe i silne skurcze symetrycznych grup mięśni ciała.
- Napady kloniczne – uogólnione drgawki całego ciała
- Napady toniczne – silny skurcz mięśni całego ciała, trwający zwykle od kilku, do kilkunastu sekund
- Napady toniczno – kloniczne – inaczej napady duże (tzw. grand mal). Objawiają się przez utratę świadomości/przytomności, skurcz mięśni ciała, czasem ślinotok. Na początku tej fazy chory wydaje czasem nieartykułowany głos lub krzyk, wywołany przedzieraniem się wypieranego z klatki piersiowej powietrza przez krtań zamkniętą napiętymi więzadłami, tak zwanymi strunami głosowymi. Krzyk ten jest nieświadomy. Czasem zdarza się, że w wyniku szczękościsku chory przygryza sobie język. Osoba mająca tego rodzaju napad szybko sinieje, ponieważ ogromny wysiłek mięśni pochłania większość tlenu krążącego we krwi. Z czasem objawy ustępują i pojawia się ciężki, chrapliwy oddech. Taki atak trwa około trzy minuty. Po tym czasie chory najczęściej zasypia i budzi się po kilku (lub kilkunastu) minutach – jako ostatnie pamięta wydarzenie, które miało miejsce tuż przed atakiem, po którym występuje uczucie (bardzo niewygodne, kłopotliwe, według relacji chorych osób) luki w pamięci – stąd w większości przypadków po wstępnym odzyskaniu świadomości chory pyta o to, co się właściwie stało.
- Napady atoniczne – nagły zanik napięcia mięśniowego. Czas trwania tego typu napadów jest bardzo krótki i nierzadko chorzy wstają zaraz po upadku na ziemię
  - Napady akinetyczne – polegają na krótkotrwałym zahamowaniu zdolności ruchowych
  - Napady jednostronne/przeważnie jednostronne/seryjne. – najczęściej napady drgawkowe, ograniczone do jednej strony ciała, czasem pojawiające się na nich naprzemiennie.
  - Napad przygodny – napad, który wystąpił tylko raz. Najczęściej jest to napad o charakterze uogólnionego napadu toniczno-klonicznego (tzw. dużego), wywołanego przez przypadkowy czynnik, taki jak: nadużycie alkoholu, nagłe zmiany hormonalne czy brak snu. Taki napad nie jest podstawą do rozpoznania padaczki.